# Активізація тектоно-магматична
Активіза́ція текто́но-магмати́чна (рос. активизация тектоно-магматическая, англ. tectono-magmatic activation; нім. tektonomagmatische Aktivierung) — процес підвищення інтенсивності тектонічних рухів і магматизму, що звичайно виявляється після періоду відносного тектонічного спокою. У ряді випадків супроводжується поновленням гороутворення, відродженням гірського рельєфу на місці раніше рівнинних територій. Характеризується складчасто-насувними тектонічними деформаціями, рифтоутворенням, вулканізмом, утворенням тріщинних інтрузій гранітів і лужних порід, рідше повторним регіональним метаморфізмом. А.т-м. пояснюється або підняттям з мантії до основи земної кори розігрітого і легкого матеріалу, або зіткненням континентальних літосферних плит (наприклад, Індостанської і Євразійської в Центр. Азії) з розігріванням їх ниж. частини. Явища А. т-м. відбувалися протягом значних, відрізків історії Землі, принаймні з початку протерозойської ери (2,5 млрд років тому), але особливо виразно і повно — з мезозою. З А.т-м. пов'язане виникнення числ. родов. руд кольорових металів (свинцю, цинку, олова, вольфраму і ін.), рідкісних елементів (танталу, ніобію, цирконію, торію та ін.), коштовного каміння.